# Golf a 2024. évi nyári olimpiai játékokon
A 2024. évi nyári olimpiai játékokon a golfban két versenyszámot rendeztek meg. A versenyszámokat augusztus 1. és 10. között bonyolították le.

## Éremtáblázat
(A táblázatokban a rendező nemzet sportolói eltérő háttérszínnel, az egyes számoszlopok legmagasabb értéke vagy értékei vastagítással kiemelve.)
| A 2024. évi nyári olimpiai játékok éremtáblázata golfban | A 2024. évi nyári olimpiai játékok éremtáblázata golfban | A 2024. évi nyári olimpiai játékok éremtáblázata golfban | A 2024. évi nyári olimpiai játékok éremtáblázata golfban | A 2024. évi nyári olimpiai játékok éremtáblázata golfban | Olimpia  |
| -------------------------------------------------------- | -------------------------------------------------------- | -------------------------------------------------------- | -------------------------------------------------------- | -------------------------------------------------------- | -------- |
|                                                          | Ország                                                   | Arany                                                    | Ezüst                                                    | Bronz                                                    | Összesen |
| 1.                                                       | Egyesült Államok (USA)                                   | 1                                                        | 0                                                        | 0                                                        | 1        |
| 1.                                                       | Új-Zéland (NZL)                                          | 1                                                        | 0                                                        | 0                                                        | 1        |
|                                                          |                                                          |                                                          |                                                          |                                                          |          |
| 3.                                                       | Nagy-Britannia (GBR)                                     | 0                                                        | 1                                                        | 0                                                        | 1        |
| 3.                                                       | Németország (GER)                                        | 0                                                        | 1                                                        | 0                                                        | 1        |
|                                                          |                                                          |                                                          |                                                          |                                                          |          |
| 5.                                                       | Japán (JPN)                                              | 0                                                        | 0                                                        | 1                                                        | 1        |
| 5.                                                       | Kína (CHN)                                               | 0                                                        | 0                                                        | 1                                                        | 1        |
|                                                          |                                                          |                                                          |                                                          |                                                          |          |
| Összesen                                                 | Összesen                                                 | 2                                                        | 2                                                        | 2                                                        | 6        |

## Érmesek
| A 2024. évi nyári olimpiai játékok érmesei golfban |                                            |                                        |                                     |
| Versenyszám                                        | Arany                                      | Ezüst                                  | Bronz                               |
| Férfi egyéni                                       | Scottie Scheffler · Egyesült Államok (USA) | Tommy Fleetwood · Nagy-Britannia (GBR) | Macujama Hideki · Japán (JPN)       |
| Női egyéni                                         | Lydia Ko · Új-Zéland (NZL)                 | Esther Henseleit · Németország (GER)   | Lin Hszi-jü (Lin Xiyu) · Kína (CHN) |